# Lập luận đường chéo của Cantor

Một minh hoạ của tranh luận đường chéo của Cantor (ở cơ sở 2) cho sự tồn tại của các tập hợp không đếm được. Chuỗi ở phía dưới không thể xảy ra ở bất cứ đâu trong việc liệt kê các chuỗi ở trên.

Một tập hợp vô hạn có thể có cùng lực lượng với một tập hợp con thực sự của nó, như song ánh f(x)=2x từ số tự nhiên tới các số chẵn đã chỉ ra. Tuy vậy các tập vô hạn với lực lượng khác nhau là tồn tại, như Tranh luận đường chéo của Cantor đã chỉ ra.

Trong lý thuyết tập hợp, lập luận đường chéo của Cantor, lập luận cắt đường chéo, hoặc phương pháp đường chéo, được xuất bản vào năm 1891 bởi George Cantor với một chứng minh toán học rằng có các tập hợp vô hạn mà không thể tạo ra song ánh với tập hợp vô hạn của số tự nhiên. Những tập hợp như vậy bây giờ được gọi là tập hợp không đếm được, và các kích thước của tập hợp vô hạn bây giờ được xử lý bằng những lý thuyết của số lực lượng do chính Cantor khởi xướng.
Lý luận về đường chéo không phải là chứng minh đầu tiên của Cantor về tính không đếm được của các số thực, xuất hiện năm 1874. Tuy vậy, lý luận này cho thấy một kỹ thuật chung mạnh mẽ được dùng trong hàng loạt chứng minh khác, bao gồm các định lý không đầy đủ đầu tiên của Gödel và câu trả lời của Turing đối với Entscheidungsproblem.  Các lập luận đường chéo cũng là nguồn của các mâu thuẫn như nghịch lý Russell và nghịch lý Richard.
Về mặt lịch sử, lập luận đường chéo lần đầu tiên xuất hiện trong tác phẩm của Paul du Bois-Reymond năm 1875.